# Multilingüisme a Luxemburg
El multilingüisme és una part de la vida quotidiana de la població de Luxemburg.

## Llengües oficials
L'ús de les llengües per a fins legals i administratius està regulat per una llei promulgada el 1984, que inclou les següents disposicions:
| « | Article 1: La llengua nacional del luxemburguesos és el luxemburguès. Article 2: Les lleis són en francès. Article 3: La llengua del govern: es poden utilitzar el luxemburguès, alemany i francès. Article 4: Qüestions administratives: Si un ciutadà fa una pregunta en luxemburguès, alemany o francès, l'administració ha de respondre, en la mesura del possible, en la llengua en què es va fer la pregunta. | » |

En molts altres països multilingües, com Bèlgica, Suïssa o el Canadà, la distribució de les llengües és geogràfica, però a Luxemburg és funcional, és a dir, l'elecció de la llengua depèn de la situació.

## Educació
A l'escola, a tots els estudiants se'ls ensenya els tres idiomes oficials, encara que depèn de l'edat i l'assignatura. A l'escola primària, el curs és en alemany i sovint les explicacions són en luxemburguès. A la secundària, en general, fins que al novè curs cada assignatura està en alemany, amb excepció de les matemàtiques i les ciències, que s'imparteixen en francès. Del desè curs al tretzè, depèn del nivell dels estudiants. Com més avançat és el nivell, així com en assignatures de comerç i la divisió administrativa, el curs és majoritàriament en francès. Tot i això, al llarg de tota l'escola secundària, hi ha explicacions per al luxemburguès. El nivell més fàcil, d'altra banda, tendeix a no fer-se en francès.

## Parlament
A la Cambra de Diputats, la llengua utilitzada és el luxemburguès, però de vegades també s'usa el francès (per exemple, quan se citen lleis).

## Mitjans de comunicació de massa
A la premsa, els articles estan escrits majoritàriament en alemany i de vegades també en francès. A la televisió i a la ràdio, s'utilitza principalment el luxemburguès. El luxemburguès parlat que s'utilitza en programes informatius tendeix a estar fortament influenciada per l'alemany estàndard en la pronunciació. Les emissores de ràdio es troben sota pressió per traduir els comunicats de premsa provinents d'agències de notícies alemanyes en temps real i no tenen cap formació especial en l'estil del luxemburguès. Com a resultat, les notícies tendeixen a ser traduïdes superficialment al luxemburguès. La sintaxi segueix principalment paraules en alemany i moltes paraules de l'alemany apareixen sense modificar. La fonologia també es veu afectada per l'ús resultant d'entonar frases alienes al luxemburguès.

## Vida quotidiana
En general, en la vida quotidiana, els luxemburguesos en parlar amb un estranger intentaran respondre en la llengua en què han estat interpel·lat (principalment,e n francès, alemany estàndard, anglès, i també neerlandès). A causa del gran nombre d'estrangers a Luxemburg, els luxemburguesos acostumen a parlar llengües estrangeres en la vida diària i, en la mesura de les seves possibilitats, a utilitzar la llengua materna de l'estranger. Per exemple, els estudiants estatunidencs que han après alemany sovint són interpel·lar en anglès.
Per costum, el francès s'utilitza en els restaurants i bars, fins al punt que els luxemburguesos han assumit que el personal els parlarà en francès i no fan cap intent d'utilitzar el luxemburguès. En els establiments menys formals, continua utilitzant-se el luxemburguès.

## Luxemburguès escrit
El luxemburguès té una tradició literària que va començar en la dècada de 1820 amb el desenvolupament de la poesia, seguida finalment pel teatre i la prosa narrativa. No obstant això, la majoria de luxemburguesos troba difícils de llegir textos en luxemburguès. Els escolars no saben llegir luxemburguès fins als onze o dotze anys. Fins i tot en aquesta edat no tots els professors s'adhereixen a l'exigència d'ensenyar a escriure luxemburguès i alguns prefereixen ensenyar alemany. Com a conseqüència, alguns estudiants no poden aprenen luxemburguès escrit i només una minoria d'intel·lectuals literaris troba fàcil o agradable llegir en luxemburguès. La majoria dels luxemburguesos consideren la seva llengua únicament per a la parla.
Per a la correspondència privada, l'elecció de la llengua tendeix a reflectir la classe social. Un membre de classe mitjana alta i alta tendeix a preferir el francès, tot i que podria utilitzar el luxemburguès per transmetre una sensació d'estreta identificació amb la mateixa nacionalitat. L'alemany tendeix a ser vist negativament entre la classe alta, amb la suposició que qualsevol persona que escriu en alemany té un pobre domini del francès. Tot i això, una minoria dels membres de la classe alta prefereix l'alemany estàndard quan s'escriu amb familiars propers. L'ús de la llengua alemanya esdevé més comú a mesura que hom descendeix l'escala social, seguit pel luxemburguès. El francès tendeix a ser el menys utilitzat entre les classes baixes.
En termes generals, per a la correspondència entre coneguts, es prefereix l'alemany, seguit pel francès i el luxemburguès, tot i que hi influeix la situació social. Per desconeguts, l'ús del luxemburguès disminueix dramàticament i tendeix a no utilitzar-se. L'elecció del luxemburguès, per tant, sembla reflectir la proximitat dels llaços entre persones.